# Fattyúhering
A fattyúhering (Alosa alosa) a sugarasúszójú halak (Actinopterygii) osztályának heringalakúak (Clupeiformes) rendjébe, ezen belül a heringfélék (Clupeidae) családjába tartozó faj.
Az Alosa halnem típusfaja.

## Előfordulása
A fattyúhering előfordulási területe az Atlanti-óceán északkeleti felének parti vizei, Dél-Norvégiától Észak-Afrikáig, valamint a Földközi-tenger nyugati fele.

## Megjelenése
Eme alózafaj teste nyújtott, oldalról lapított, kerekded pikkelyekkel. Testhossza 35-40 centiméter, legfeljebb 70 centiméter. Testtömege legfeljebb 4 kilogramm. Oldalvonala nincs, feje csupasz. Hátúszója rövid, zsírúszója nincs (ez jellemző valamennyi heringfélére). Felső állkapcsán középen jól fejlett bemetszés van. Az alsó állkapocs a szem hátulsó szegélyéig ér (ez valamennyi Alosa és Caspialosa fajra jellemző). Az ekecsonton (vomer) nincsenek fogak (ellentétben a Caspialosa-fajokkal). 90-130 hosszú, nagyon vékony kopoltyútüskéje van. Egy-egy hosszanti sorban 70-80 pikkely van. A fattyúhering színe felül a kékeszöldtől a barnáig terjed. Oldalai és a hasoldal ezüstös fehér, „sárgaréz” fénnyel. A felső kopoltyúszegély mögött nagy fekete folt, mögötte 1-2 kisebb, jelentéktelenebb folt látható.

## Életmódja
Ez a hal egyaránt megél a sós-, édes- és brakkvízben is. Körülbelül 5 méteres mélységben tartózkodik. Állati planktonnal táplálkozik. Legfeljebb 10 évig él.

## Szaporodása
A fattyúhering anadrom vándorhal (a tengerből az édesvízbe vonul ívni). A parthoz közeli vizekben több évig tartózkodik, a 3-4 évesen ivarérett fattyúheringek messze felúsznak a folyókba. Május-júniusban ívik, ikrái szabadon sodródnak a folyó medrében. Az ivadék a víz hőmérsékletétől függően 4-8 nap alatt kel ki. A 8-12 centiméter hosszúságot elért kishalak augusztus és október között visszatérnek a tengerbe.

## Felhasználása
Ezt a halfajt, iparilag csak kismértékben fogják ki; azonban a sporthorgászok szívesen halásszák. Az ember frissen vagy fagyasztva fogyassza.

## Képek

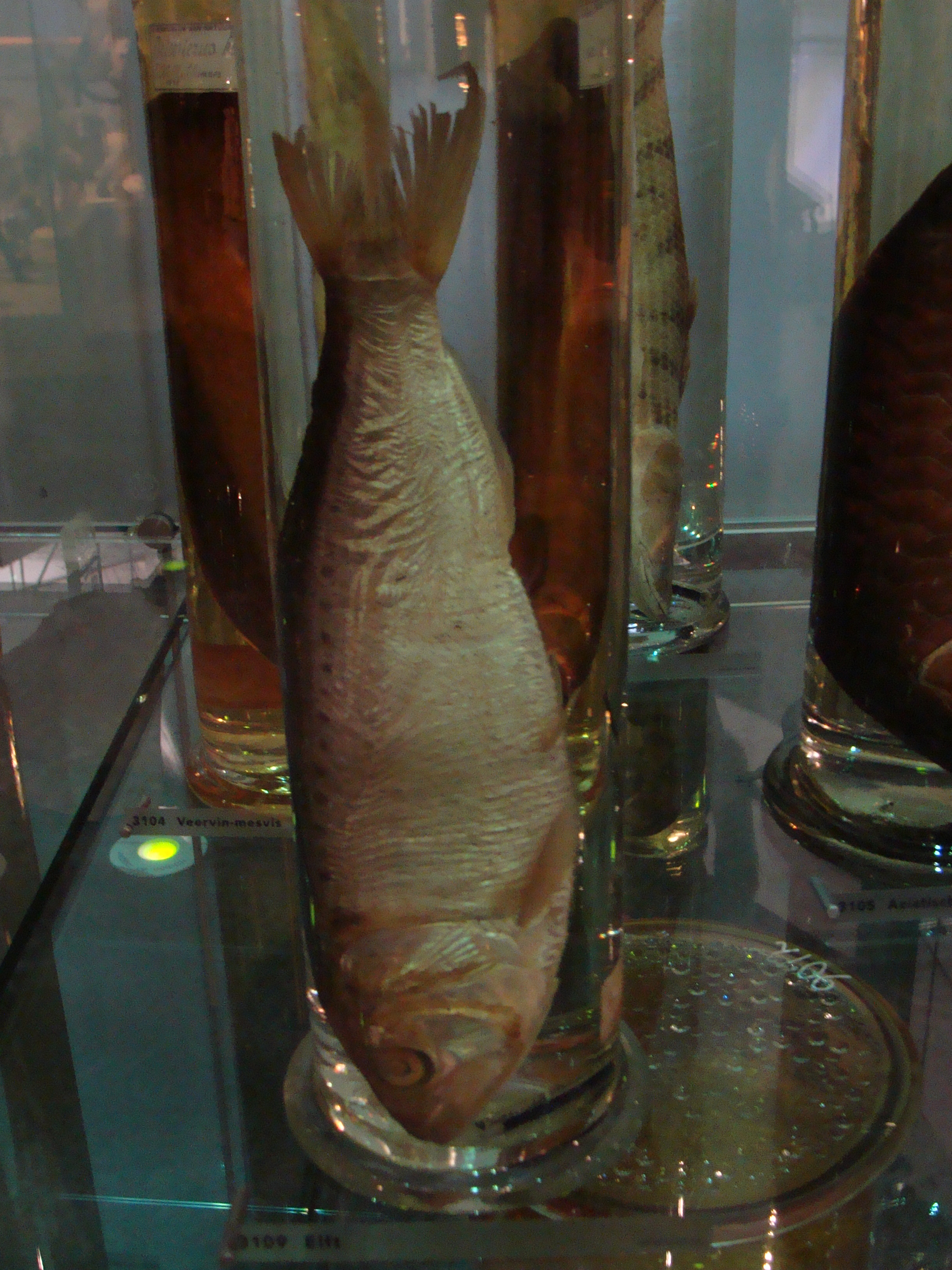
Múzeumi példány
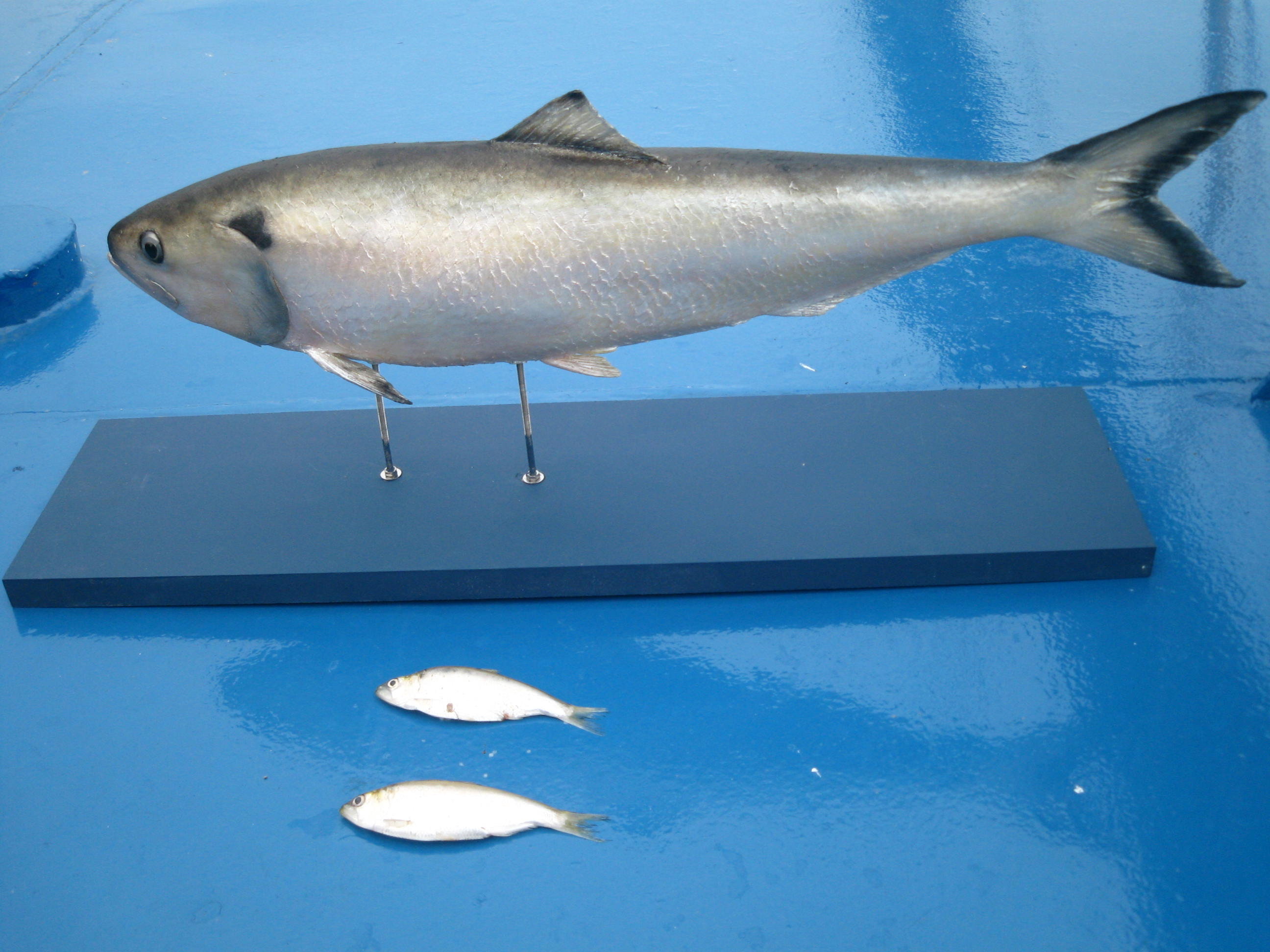
Egy felnőtt és két fiatal